# راک هیل (کارولینای جنوبی)
راک هیل(به انگلیسی: Rock Hill) شهری در ایالت کارولینای جنوبی کشور ایالات متحده آمریکا است که جمعیت آن در سرشماری سال ۲۰۱۰ میلادی، ۶۶٬۱۵۴ نفر بوده‌است.